# Amerila dohertyi
Amerila dohertyi är en fjärilsart som beskrevs av Rothschild 1914. Amerila dohertyi ingår i släktet Amerila och familjen björnspinnare. Inga underarter finns listade i Catalogue of Life.